# 맹건호
맹건호(孟健鎬, 일본식 이름: 武內健三, 1893년 ~ ?)는 일제강점기와 대한민국의 교육인이다.

## 생애
출신지는 충청남도 논산군과 원적지인 경기도의 두 가지로 전한다. 1915년에 서울대학교 사범대학의 전신인 경성공립사범학교를 졸업하고 교직에 들어섰다.
졸업 직후 조선공립보통학교 훈도로 임명되어 전라남도 담양군의 창평공립보통학교에 발령받았고, 1920년부터는 경성부의 교동공립보통학교에서 근무했다. 1933년에 원산공립보통학교 교장 겸 사무취급으로 승진하였다.
원산공립보통학교 교장으로 임명된 해에 다시 조선총독부 경기도 시학으로 발탁되어 내무부 학무과에서 교육행정 관료로 일하기도 했다. 이때 경성부 미동공립보통학교 훈도를 겸했다. 일제 강점기 말기에는 총독부 군수로 승진해 경기도 장단군과 이천군에서 재직했다.
원산공립보통학교 교장으로 재직하던 1933년에 훈8등 서보장을 수여받고 조선총독부 시학으로 일하던 1935년에는 종7위에 올랐다. 경기도 이천군수이던 1943년을 기준으로 정7위 훈6등에 서위되어 있었다.
태평양 전쟁 종전 후인 1947년에 미군정 하에서 경기도 파주군의 문산공립농업중학교 교장으로 취임하였다. 이 학교는 문산제일고등학교의 전신이다. 제1공화국 수립 후에 다시 교육행정 관료로 발탁되어 서울특별시 교육국 학무과의 사무관이 되었으며, 1954년에 경기고등학교의 중학교장에 임명되었다.
2008년 발표된 민족문제연구소의 친일인명사전 수록예정자 명단 중 관료 부문에 포함되었다.

## 참고자료
- 맹건호(孟健鎬) - 국사편찬위원회